# Margret Dorn-Malin

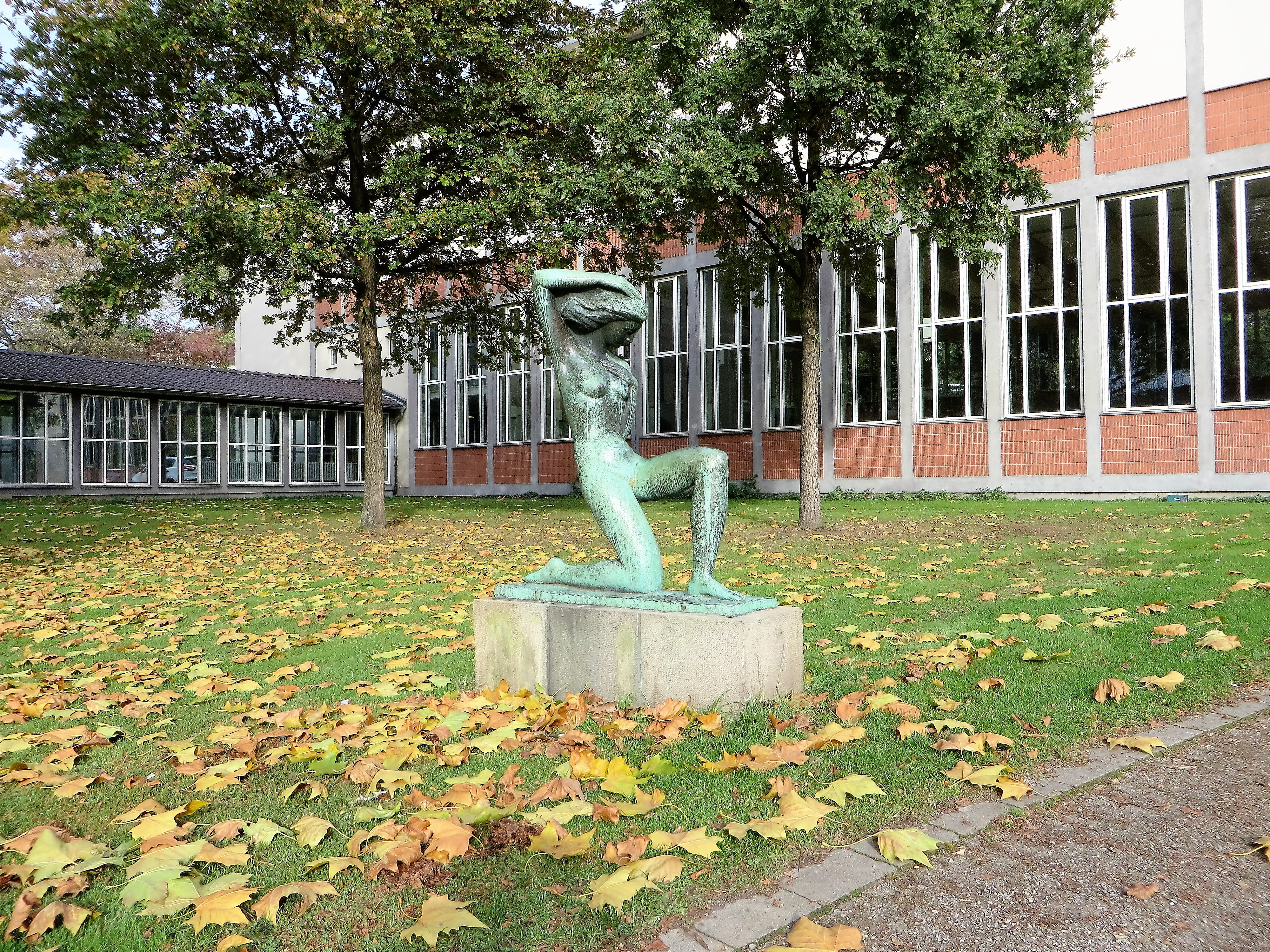
Dorn-Malin: Die große Kniende

Antonie Karola Margareta Dorn-Malin (* 17. August 1895 in Emmerich am Rhein; † 20. Februar 1953 in Essen) war eine deutsche Bildhauerin und Keramikerin.
Ihre Ausbildung als Bildhauerin absolvierte sie an den Kunstgewerbeschulen in Düsseldorf und Dresden und schließlich an der Landeskunstschule in Hamburg. Seit den 1920er Jahren war sie in Hagen tätig, 1939–1945 in Essen und nachfolgend in Kettwig.
Dorn-Malin schuf vorwiegend figürliche Plastik im Stil der Art-déco. Zu ihren Hauptwerken gehört die "Große Kniende" (1929), die 1929 von der Stadt Hagen angekauft, später auf einer Grünfläche an der heutigen Ricarda-Huch-Schule in Hagen ihre Aufstellung fand, sowie "Zwei Mädchen" auf dem Gelände der Grundschule Wehringhausen.

## Ausstellungsbeteiligungen
- Der Hagenring, Ausstellung in der Villa Elbers, Hagen, 15. Dezember 1926 – 17. Januar 1927, Kat. 22–31
- Große Sauerländische Frühjahrsausstellung Hagen 1940, Kat. 75–84[3]